# Het Milena principe
Het Milena principe (Engels: The Milena Principle) is een internationaal nomadisch kunstplatform, denktank en project, opgericht in 2003 in Vlaanderen door schrijver, performer en curator Geert Vermeire, kunstenaar Stefaan van Biesen, kunsthistoricus Filip Van de Velde en fotograaf Annemie Mestdagh. Sinds 2005 wordt het beheerd door de Private Stichting Van Biesen-Mestdagh. Het platform opereert wereldwijd in het domein van wandelkunst, geluidskunst, locatieve media, ecologische kunst, cultuur en wetenschap. Het heeft als algemeen doel het faciliteren van alle vormen van kunst en cultuur. Het werkt samen met musea, universiteiten, kunstenaarscollectieven en festivals in Europa en Noord- en Zuid-Amerika.

## Geschiedenis en visie
Het Milena principe ontstond als een open collectief en “dynamische constellatie” van nomadische kunstenaars en onderzoekers, geïnspireerd door de renaissance, utopisch denken en de Spaziergangswissenschaft van Annemarie en Lucius Burckhardt. Projecten zijn doorgaans collaboratief en plaatsgebonden, waarbij wandelen wordt ingezet als relationele, contemplatieve en transformatieve praktijk om landschappen – fysiek en mentaal – te ervaren, te herdenken en te herscheppen. Het platform werd door curator Artemis Potamianou (MoMA, Tate Modern) genoemd als een van de “49 belangrijkste onafhankelijke kunstplatforms wereldwijd" en werd geselecteerd voor het Platforms Project van ART-ATHINA (2014, 2015, 2016, 2018).

### Invloeden
Albrecht Dürer was een inspiratiebron, als vertegenwoordiger van de renaissance, dat tot uiting komt in het project "the Dürer connection" (2003-2011).

## Belangrijke projecten (selectie)
- Reizen als een kunstwerk - The Dürer Connectie (2003–2011): reizen en ontmoetingen als artistiek proces in België, Nederland, Duitsland, Italië en Portugal.
- NoTours-samenwerkingen met Escoitar.org, waaronder A Knocking Bird (Sint-Niklaas, 2012–2014).
- Urban Emptiness (2015–2018) in Athene, Brussel, Edinburgh, Nicosia, Limassol, Boston en New York.
- Utopia (sinds 2016): internationaal performatief project met soundscapes en een Utopia Boek.
- Deelname aan STEP - Saunter, Trek, Escort, Parade (Queens Museum of Art, 2018).
- Made of Walking (sinds 2016): jaarlijkse ontmoetingen in o.a. Delphi, Guimarães, Prespa en Catalonië, in samenwerking met ANIMART[2][3], Dance House Nicosia, de Universiteit van Minho, de Universiteit van West-Macedonië en Nau Côclea.[4]
- Coördinatie van het site-specific programma en deelname aan het Analogio Festival (Athene, 2017–2021) met onder meer Tribute to Kazantzakis – Report to Greco, Blind Walk / White Walk en Plant(e)scape.
- Latijns-Amerikaanse projecten, waaronder Aberto Brasília (2011), Anatomia de Escrita (2012), deelname aan Galeria Aberta – First Festival of Land Art in Brasília (2012) en tentoonstellingen in het Centro Universitário Maria Antonia (São Paulo, 2019) en het MAC Niterói (2024).
- Recente projecten in Beveren, zoals No One Forgotten – The Art of Connection (2025) en het sociaal-ecologische Zoals de Zwarte Moerbei-project, een herdenkings initiatief voor asbestslachtoffers, in samenwerking met schrijver Johan De Vos (Stoff  vzw) en lokale culturele instellingen in Beveren, Temse en Sint-Niklaas.

## Erkenning
Werken van het Milena principe werden internationaal tentoongesteld door instellingen zoals het Queens Museum of Art (New York), Nau Côclea (Spanje), University of Western Macedonia, en op festivals zoals ART-ATHINA, Platform projects en Analogio (Griekenland).